# Citi Journalistic Excellence Award
De Citi Journalistic Excellence Award is een jaarlijkse persprijs voor de beste financiële en economische berichtgeving. De bekroning wordt georganiseerd door de Columbia University Graduate School Of Journalism en gesponsord door Citigroup bij wijze van erkenning van uitmuntende financiële en economische kwaliteitsjournalistiek in de wereldwijde markten.
De wedstrijd staat open voor financiële en economische journalisten en freelancers, voornamelijk van de gedrukte media (kranten, tijdschriften), nieuwsagentschappen en online media. Een onafhankelijke jury beoordeelt de inzendingen. Bij de evaluatie van de ingezonden artikelen hanteert de jury criteria zoals originaliteit van het onderwerp, de schrijfstijl, het introduceren van nieuwe ideeën, de analyse van het onderwerp, het gebruik van research en interviews, de verstaanbaarheid van het onderwerp en de impact van het artikel. De prijs kan maar één keer gewonnen worden.
De Citi Journalistic Excellence Award werd in het leven geroepen in 1982. De eerste editie in België vond plaats in 1997.
Tot 2015 kreeg de winnaar per land de kans een internationaal seminarie bij te wonen aan de Columbia-universiteit in New York. In België was er zelfs sprake van een Nederlandstalige en een Franstalige winnaar. In 2015 is er beslist om vanaf dan slechts één winnaar uit de Benelux aan het seminarie te laten deelnemen. Ieder land organiseert de wedstrijd waarbij er per land één winnaar gekozen wordt. Deze winnaars nemen het vervolgens tegen elkaar op. De winnaars per land krijgen een beurs van Journalismfund.eu, waarmee ze kunnen werken aan een diepgaand grensoverschrijdend onderzoeksjournalistiek project van eigen keuze.

## Nederlandstalige winnaars in België
| Jaar | Winnaar                 | Uitgever     | Artikel                                                                          |
| ---- | ----------------------- | ------------ | -------------------------------------------------------------------------------- |
| 2015 | Wouter Van Driessche    | De Tijd      | De Ongerusten                                                                    |
| 2014 | Daan Ballegeer          | De Tijd      | Een vlieg in de kamer van Bernanke                                               |
| 2013 | Patrick Martens         | Knack        | De Putsch van de PS                                                              |
| 2012 | Bart Haeck en Lars Bové | De Tijd      | Het geld van de onderwereld                                                      |
| 2011 | Nico Schoofs            | Vacature     | De Belgo-Braziliaanse bouwmaffia                                                 |
| 2010 | Filip Michiels          | Vacature     | Undercover in Dubai: hoe luxehotels en sjeiks munt slaan uit businessprostitutie |
| 2009 | Pascal Dendooven        | De Standaard | De Val van de Grootbanken                                                        |
| 2008 | Kurt Vansteeland        | De Tijd      | Beurs brengt sinds 1832 jaarlijks 3,5 procent op                                 |
| 2007 | Ruben Mooijman          | De Standaard | God en Geld                                                                      |
| 2006 | Serge Mampaey           | De Tijd      |                                                                                  |
| 2005 | Hans Brockmans          | Trends       |                                                                                  |
| 2004 | Wolfgang Riepl          | Trends       |                                                                                  |
| 2003 | Eric Pompen             | Trends       |                                                                                  |
| 1999 | Caspar Naber            | De Morgen    |                                                                                  |
| 1998 | Wim De Preter           | De Standaard |                                                                                  |
| 1997 | Catherine Vuylsteke     | De Morgen    |                                                                                  |

## Franstalige winnaars in België[2]
- 2013 - Benoît Mathieu, Trends Tendances, La Belgique, un marché nain...mais courtisé[6]
- 2012:
- 2011: Frédéric Brébant, Trends Tendances[8]
- 2010:
- 2009: Serge Quoidbach, l’Echo
- 2008: Valéry Halloy, Trends-Tendances
- 2007: Laurence van Ruymbeke,  Le Vif/L’Express
- 2006: Sébastien Buron, Trends-Tendances
- 2005: Ariane Petit, Trends-Tendances
- 2004: Jean-Yves Huwart, l’Echo
- 2003: Sandrine Vandendooren, La Libre Belgique
- 1999: Nathalie van Ypersele, Trends-Tendances
- 1998: Dominique Berns, Le Soir

## Winnaars in Nederland
| Jaar | Winnaar(s)                                                              | Medium                           | Artikel                                                         |
| ---- | ----------------------------------------------------------------------- | -------------------------------- | --------------------------------------------------------------- |
| 2021 | Tom Kreling en Frank Hendrickx                                          | de Volkskrant                    | De mondkapjesdeal van Sywert van Lienden                        |
| 2020 | Mark Beunderman                                                         | NRC Handelsblad                  | De vier gezichten van de sluwe redder van de euro               |
| 2019 | Carola Houtekamer, Merijn Rengers, Ludo Hekman en Klaas van Dijken      | NRC Handelsblad en Lighthouse    | De doorgeschoten verkooplui van Hollands grootste scheepsbouwer |
| 2017 | Karlijn Kuijpers, Jan Kleinnijenhuis, Siem Eikelenboom en Gaby de Groot | Trouw en Het Financieele Dagblad | Panama Papers (serie)                                           |
| 2016 | Jan Kleinnijenhuis en Martijn Roessingh                                 | Trouw                            | Rekeningen HSBC gebruikt voor illegale praktijken               |
| 2015 | Jeroen Molenaar, Yteke de Jong en Siem Eikelenboom                      | Het Financieele Dagblad          | Reconstructie Imtech: De mega-order mocht niet mislukken        |
| 2014 | Chris Hensen en Ariane Kleijwegt                                        | NRC Handelsblad                  | Rabo’s ‘Stairway to Heaven’ in de City liep dood                |
| 2013 | Pieter Couwenbergh, Johan Leupen en Jeroen Segenhout                    | Het Financieele Dagblad          | KPN verliest greep op eigen toekomst                            |
| 2012 | Siem Eikelenboom en Gaby de Groot                                       | Het Financieele Dagblad          | Nederland fiscaal zeer in trek                                  |
| 2011 | Marcel aan de Brugh en Piet Depuydt                                     | NRC Handelsblad                  | Overal in de Rotterdamse haven duiken Chinezen op               |
| 2010 | Marike Stellinga                                                        | Elsevier Weekblad                |                                                                 |
| 2009 | Merijn Rengers en John Schoorl                                          | De Volkskrant                    | Reconstructie - Rupsje Nooitgenoeg                              |
| 2008 | Elske Schouten                                                          | NRC Handelsblad                  | KPN moest de speculanten te slim af zijn                        |
| 2007 | Gerben van der Marel                                                    | Het Financieele Dagblad          | De wereld van seksondernemers                                   |
| 2006 | Daan van Lent                                                           | FEM Business                     |                                                                 |
| 2005 | Franka Rolvink                                                          | FEM Business                     |                                                                 |